# Macleania poortmannii
Macleania poortmannii är en ljungväxtart som beskrevs av Emmanuel Drake del Castillo. Macleania poortmannii ingår i släktet Macleania och familjen ljungväxter. Inga underarter finns listade i Catalogue of Life.